# Pectinospirura
Pectinospirura ist eine Gattung der Rollschwänze mit drei Arten. Sie sind Magenparasiten bei Möwen und Schnepfenvögeln.

## Merkmale
Pectinospirura hat die Merkmale der Acuariinae. Das Vorderende ist nicht erweitert, ein Halskragen ist nicht ausgebildet. Die Mundöffnung ist vertikal verlängert. Die großen Pseudolippen tragen zwei, nahe der Mitte gelegene Papillen und eine große Amphide. Die strangartigen Ornamentierungen (Cordons) der Kopf-Kutikula zeigen nur einen kurzen rückläufigen Verlauf, stehen untereinander in Verbindung und sind symmetrisch in Bezug auf die Seitenlinie. Die Deiriden sind in eine Querreihe von Dornen hinter den Cordons umgewandelt. Der Ösophagus besteht aus zwei Abschnitten, einem vorderen Drüsen- und einem hinteren Muskelteil. Die beiden Spicula unterscheiden sich in Größe und Form.

## Systematik
Das Interim Register of Marine and Nonmarine Genera listet folgende Arten:
- Pectinospirura argentata Wehr, 1933
- Pectinospirura lari Zhang, 1990
- Pectinospirura multidentata Sobolev, 1943